# Movimiento Ecológico de Uzbekistán
El Movimiento Ecológico de Uzbekistán (en uzbeko: O`zbekiston ekologik hаrаkаti; en ruso: Экологическое Движение Узбекистана) es un partido político ecologista uzbeko. Fue fundado el 2 de agosto de 2008, y registrado como partido político el 17 de septiembre, por el Ministerio de Justicia.
El partido ocupa 10 de los 100 escaños en el Cámara Legislativa de Uzbekistán (la cámara baja del Oliy Majlis), bajo la ley electoral revisada en 2008. El partido escogió a sus legisladores en un congreso realizado conjuntamente con las elecciones generales, realizadas el 17 de diciembre de 2009. Se eligió un parlamentario en cada subdivisión territorial de Uzbekistán (la República de Karakalpakia, provincias y la ciudad de Taskent) más un miembro del Comité Ejecutivo del Consejo Central del Movimiento Ecológico. Los delegados del congreso fueron elegidos en iguales cantidades, en las conferencias de cada una de las ramas territoriales del Movimiento Ecológico.